# Шацкий район (Волынская область)
Ша́цкий райо́н (укр. Шацький район) — упразднённая административная единица на северо-западе Волынской области Украины. Административный центр — посёлок городского типа Шацк.

## География
Площадь — 759 км² (14-е место среди районов).
Основная река — Припять.

## История
Район образован в 1940 году. 21 января 1959 года к Шацкому району была присоединена часть территории упразднённого Головнянского района. В 1962 году район был упразднён, а в 1993 — восстановлен.
17 июля 2020 года в результате административно-территориальной реформы район был упразднён, его территория вошла в состав Ковельского района. На территории района была сформирована Шацкая поселковая община.

## Демография
Численность наличного населения района, на 1 декабря 2013 года, составляло 16 942 человека, в том числе в городских условиях проживали 5 357 человек (31,62 %), в сельских — 11 585 (68,38 %). Постоянное население — 16 991 человек, в том числе городское население — 5359 человек (31,54 %), сельское — 11 632 (68,46 %).

### Национальный состав
Национальный состав населения по данным переписи 2001 года:
| Национальность | Численность, чел. | Доля    |
| -------------- | ----------------- | ------- |
| Украинцы       | 17879             | 98,17 % |
| Русские        | 181               | 0,99 %  |
| Белорусы       | 114               | 0,63 %  |
| Грузины        | 10                | 0,05 %  |
| Другие         | 29                | 0,16 %  |

### Языковой состав
Языковой состав населения по данным переписи 2001 года:
| Язык        | Численность, чел. | Доля    |
| ----------- | ----------------- | ------- |
| Украинский  | 17981             | 98,73 % |
| Русский     | 163               | 0,89 %  |
| Белорусский | 56                | 0,31 %  |
| Другое      | 13                | 0,07 %  |

## Административное устройство
На момент упразднения район включал в себя:
Количество советов (рад):
- поселковых — 1
- сельских — 8

## Населённые пункты
Количество населённых пунктов:
- городов районного значения — 0
- посёлков городского типа — 1 (Шацк)
- сёл — 30